# コズモギャングズ
『コズモギャングス』（COSMOGANGS）は、ナムコ（現・バンダイナムコアミューズメント）が制作し、1990年に稼動開始したエレメカタイプのアーケードゲーム。2人まで遊べるガンシューティングゲーム。

## 概要
コズモギャングスシリーズ最初の作品。エネルギーコンテナを奪いに5本のレーン上を奥から手前へと向かってくるコズモたちを光線銃で撃退する。コズモに攻撃が当たると、「アレ～」というボイスとともにいったんレーンの最奥部へ後退する。さまざまなタイミングで攻めてくるコズモを撃退し、ハイスコアを出すと、コズモたちが「マケマケダンス」を披露する。コンテナが1つでも取られてしまうとプレイヤーの負けとなる。
国内ではすでに販売が終了しており、シリーズ全体の修理サポートも、部品調達難に伴い、2017年10月に終了した。但し、海外では2018年以降の発売が予定されている。

## ストーリー
その昔にコズモ星から追われ、宇宙要塞アンコクに本拠地を置く、ドンコズモ率いる「宇宙盗賊団コズモギャングズ」。ヤツらは宇宙最大の商業惑星アーキンドの首都ジガゴを縄張りに宇宙一の犯罪王となるべく、悪事を重ねていった。そんな噂を聞きつけた宇宙の悪漢どもも集まってきて、コズモギャングズの勢力はメチャンコ大きなものとなっていった。コズモ星にあるコズモポリス本部もこの事態を重く見て、コズモギャングズを撲滅するためにコズモポリス本部長直轄の特別部隊「アンタッチャ」を密かに組織した。かくして、「コズモギャングズ」と「アンタッチャ」の勇気と感動と笑いの壮大かつ、みみっちいストーリーが展開するのであった……!?

## 家庭版
- ニンテンドーDS用ソフト『右脳の達人 ガンバれっトレーナー』内のエレメカミュージアムで遊ぶことができる[4]。
- 1991年にセガ(現:セガ フェイブ)から玩具として発売されたほか、バンダイからLSIゲームとしても販売された。

## 続編
- コズモポリスアンタッチャ
  - 1992年リリース。コズモポリスの乗る「パトビート」をレバーによって操作し、「ビッグハンド」を避けながら宇宙盗賊団コズモギャングズに体当たりしてやっつけるプライズゲーム。一定時間内に高得点を獲得すると景品がもらえる。
- ドドンガドン
  - 1994年リリース。左右に移動する怪獣ドドンガドンのヘソに、レールにつながれた5個のボール（ズドーンバクダン）をぶつけるゲーム。通信機能を搭載しており、2台で対戦プレイも可能。